# Messier 15
Messier 15 (M15 ili NGC 7078) je kuglasti skup u zviježđu Pegaz koji je otkrio Jean-Dominique Maraldi 1746. godine. 
Charles Messier u svoj ga je katalog uvrstio 3. lipnja 1764. godine kao maglicu bez zvijezde, a William Herschel 1783. prvi razlučio na pojedine zvijezde.

## Svojstva
Messier 15 je jedan možda najgušći kuglasti skup u Mliječnoj stazi. Nalazi se na udaljenosti od 33,600 ly, a sjaj mu je 336,000 puta veći od Sunčeva. Promjer skupa je oko 175 ly.Pretpostavlja se da sadrži oko 700.000 zvijezda.
Jezgra ovog skupa je doživjela urušavanje zbog čega su zvijezde u središtu veoma gusto zbijene. Vjeruje se da u središtu ovog skupa se nalazi crna rupa. Crna rupa u Messieru 15 se nalazi na otprilike istoj udaljenosti kao i galaktičko središte ali je znatno manje zaklonjena međuzvjezdanim plinom i prašinom. Zato je moguća crna rupa u Messieru 15 pogodna za promatranje.
Messier 15 je jedan od četiri kuglasta skupa naše galaktike koji u sebi imaju planetarnu maglicu. Planetarna maglica Pease 1 je otkrivena 1928. godine. 
Broj promjenjivih zvijezda u skupu iznosi 112, od čega je jedna tipa W Virginis, to jest cefeida tipa 2. 
Među promjenjivim zvijezdama se nalazi i 9 poznatih pulsara. Najinteresantniji od njih je PSR 2127+11 C koji se sastoji od dvije neutronske zvijezde.

## Amaterska promatranja
Zbog velikog prividnog sjaja od +6.2 magnitude, za promatranje Messiera 15 nije potreban jak teleskop. Kroz manji dvogled se može vidjeti kao sjajna mutna zvijezda. Za razlučivanje pojedinih zvijezda pri rubovima skupa potreban je teleskop s promjerom 114mm. Veći teleskopi pokazat će veći broj zvijezda pri rubovima, ali jezgra skupa ostat će nerazlučena i u velikim amaterskim teleskopima.
Najsjajnije zvijezde u ovom skupu su prividnog sjaja od +12.6 magnituda.

## Vanjske poveznice
- Skice M15